# 1170 км (платформа)
Платформа 1170 км — пасажирський залізничний зупинний пункт Запорізької дирекції Придніпровської залізниці на електрифікованій лінії Запоріжжя I — Федорівка між станціями Бурчацьк (7 км) та Пришиб (5 км). Розташований біля села Вишнівка Василівського району Запорізької області.

## Історія
У 1969 році зупинний пункт електрифікований постійним струмом (=3 кВ) в складі дільниці Запоріжжя I — Мелітополь.

## Пасажирське сполучення
Рух приміських електропоїздів Мелітопольського напрямку через зупинний пункт Платформа 1170 км тимчасово припинений з початку повномасштабного російського вторгнення в Україну (з 2022).